# Никитин, Николай Александрович (полковник)
Николай Александрович Никитин (9 (22) ноября 1915 — 26 июня 1992) — Герой Советского Союза (1943), полковник (1975).

## Биография
Родился 9 (22) ноября 1915 года в селе Усть-Чебула на территории современного Чебулинского района Кемеровской области.
В 1930 году окончил 4 класса сельской школы, в 1933 году — горно-промышленную школу ФЗУ в городе Кемерово. В 1933—1935 годах работал кладовщиком в артели в посёлке Тыреть (Заларинский район Иркутской области), в 1935—1936 — кладовщиком «Золотпродснаба» в городе Томмот (Алданский район Якутии), в 1936—1937 — старателем на золотодобывающем прииске в посёлке Аллах-Юнь (Усть-Майский район Якутии).
В сентябре 1937 — ноябре 1939 проходил службу в армии. Служил писарем в строительном полку (на Дальнем Востоке).
В 1940—1941 годах работал инструктором служебного собаководства Красноярского краевого управления связи.
Вновь в армии с августа 1941 года. Служил командиром отделения в пехоте (в Сибирском военном округе).
Участник Великой Отечественной войны: в январе-апреле 1942 — командир отделения комендантского взвода штаба Южной группы войск 34-й армии, в апреле-мае 1942 — заведующий продовольственным складом штаба Южной группы войск 34-й армии (с мая 1942 — штаба 53-й армии). Воевал на Северо-Западном фронте. Участвовал в блокаде демянской группировки противника. В ноябре 1942 года окончил курсы младших лейтенантов Северо-Западного фронта. В ноябре 1942 — мае 1943 — командир взвода разведки 303-го стрелкового полка (Северо-Западный фронт). Участвовал в ликвидации демянской группировки противника.
В сентябре 1943 года окончил курсы усовершенствования офицерского состава Степного фронта. В сентябре 1943 — феврале 1944 — командир взвода разведки 273-го гвардейского стрелкового полка (Степной и 2-й Украинский фронты). Участвовал в битве за Днепр, наступлении на криворожском направлении и Корсунь-Шевченковской операции. 13 февраля 1944 года был контужен в районе города Шпола (Черкасская область, Украина) и до апреля 1944 года находился на излечении в харьковском госпитале.

### Подвиг
Особо отличился при форсировании Днепра. Ночью 29 сентября 1943 года группа разведчиков под огнём противника преодолела реку в районе села Келеберда (Кременчугский район Полтавской области, Украина), уничтожила вражеское боевое охранение и к утру 30 сентября 1943 года захватила плацдарм. В течение пяти суток разведчики под его командованием отразили 6 контратак гитлеровцев. В бою 5 октября 1943 года лично поднял бойцов в атаку и в рукопашной схватке отстоял захваченный рубеж. 18 октября 1943 года в бою на плацдарме был легко ранен.
Описание от 19 октября 1943 года из копии наградного листа:

29 сентября 1943 года его взводу было поручено первым форсировать Днепр, разведать боем силы противника на правом берегу и создать условия для переправляющейся пехоты. Четыре разведчика во главе с младшим лейтенантом Никитиным начали форсировать реку. Противник открыл огонь и пробил лодку. Николай Никитин быстро организовал подкачивание воздуха в лодку и переправу не прекратил. Высадившись на правом берегу Днепра, разведчики выявили силы противника и уничтожили его боевое охранение. Вместе с подоспевшей к этому времени пехотой и пулемётчиками Н. А. Никитин со своими бойцами продолжали теснить врага, а к утру 30 сентября создали плацдарм на правом берегу Днепра. В этот день младший лейтенант Никитин с разведчиками принимали участие в отражении пяти вражеских контратак и плацдарм был удержан.
5 октября 1943 года при поддержке одиннадцати танков два батальона немецкой пехоты повели яростную атаку, чтобы сбросить десантников в Днепр. Никитин с десятью бойцами отбивали атаку врага на левом фланге, где наступала усиленная рота противника при поддержке двух танков и артиллерии. Никитин подпустил врага на близкое расстояние и открыл огонь. Он поднял бойцов в атаку, ворвался в траншею врага и здесь в рукопашной схватке решил исход боя в нашу пользу. Было уничтожено свыше 50 фашистов, захвачено два станковых, восемь ручных пулеметов и 37 винтовок. Лично младший лейтенант Никитин уничтожил в этом бою из автомата восемь фашистов и ручными гранатами забросал пулемётное гнездо врага — уничтожил весь расчёт.

За мужество и героизм, проявленные в боях, указом Президиума Верховного Совета СССР от 20 декабря 1943 года гвардии лейтенанту Никитину Николаю Александровичу присвоено звание Героя Советского Союза с вручением ордена Ленина и медали «Золотая Звезда».

## Послевоенная биография
С июля 1944 года служил в комендатурах на московских вокзалах: командиром взвода комендатуры и военным комендантом Ярославского вокзала (1944—1945), помощником военного коменданта Казанского вокзала (август-октябрь 1945), военным комендантом и помощником военного коменданта Ленинградского вокзала (1945—1948). В 1949 году окончил курсы усовершенствования офицерского состава при Военно-транспортной академии. В 1949—1954 — военный комендант и заместитель военного коменданта Ленинградского вокзала, в 1954—1965 — заместитель военного коменданта и военный комендант Киевского вокзала, в 1965—1971 — военный комендант Белорусского вокзала. С марта 1971 года подполковник Н. А. Никитин — в запасе.
Жил в Москве. Умер 26 июня 1992 года. Похоронен на Введенском кладбище (4 уч.).

## Награды
- Герой Советского Союза (20.12.1943);
- орден Ленина (20.12.1943);
- орден Отечественной войны 1-й степени (11.03.1985);
- два ордена Красной Звезды (11.02.1943; 5.11.1954);
- медаль «За боевые заслуги» (15.11.1950);
- другие медали.

## Память
Именем Н. А. Никитина названа улица в селе Усть-Чебула.